# L'Heure triomphale de Francis Macomber
L'Heure triomphale de Francis Macomber (The Short Happy Life of Francis Macomber) est une nouvelle d'Ernest Hemingway, parue dans Cosmopolitan, en septembre 1936, et reprise en volume deux ans plus tard chez Scribner, à New York.
En France, la nouvelle, traduite par Marcel Duhamel, est parue dans le recueil Les Neiges du Kilimandjaro chez Gallimard en 1958.
La nouvelle a été adaptée au cinéma par Zoltan Korda en 1947 sous le titre L'Affaire Macomber (The Macomber Affair), avec Gregory Peck, Joan Bennett et Robert Preston.

## Résumé
En Afrique, Francis Macomber et sa femme Margaret, un couple américain qui bat de l’aile, participent à un safari. Ils ont engagé le guide et chasseur professionnel Robert Wilson.  Le récit s’amorce à la veillée, alors que ce jour-là, Macomber a fait preuve de lâcheté devant un lion blessé. Margot, sa femme, se moque de lui et ne lui épargne aucune humiliation. Elle passe la nuit avec le guide.
Le lendemain, la chasse est consacrée au buffle d’Afrique. Macomber et Wilson en abattent trois. Deux buffles sont tués sur le coup, mais le premier touché n’est que blessé et se réfugie à couvert, dans la brousse. Mis en confiance par cette chasse fructueuse, Macomber accepte de traquer la bête avec l’aide de Wilson dans un contexte qui rappelle la situation de la veille avec le lion blessé.
Au moment où les chasseurs débusquent l’animal, le buffle charge droit sur Macomber. En dépit de la surprise, Francis garde sa position et fait feu, mais son tir rate la cible. Wilson atteint alors le buffle d’un tir précis, mais l’animal continue d’avancer. Sans se démonter, Macomber vise de nouveau la bête et l’abat. Mais, au même moment, Margaret fait feu depuis la voiture, en direction du buffle, et tue son mari.

## Adaptation cinématographique
- 1947 : L'Affaire Macomber (The Macomber Affair), film américain réalisé par Zoltan Korda, avec Gregory Peck, Joan Bennett et Robert Preston.